# Anne-Christine Langenbach

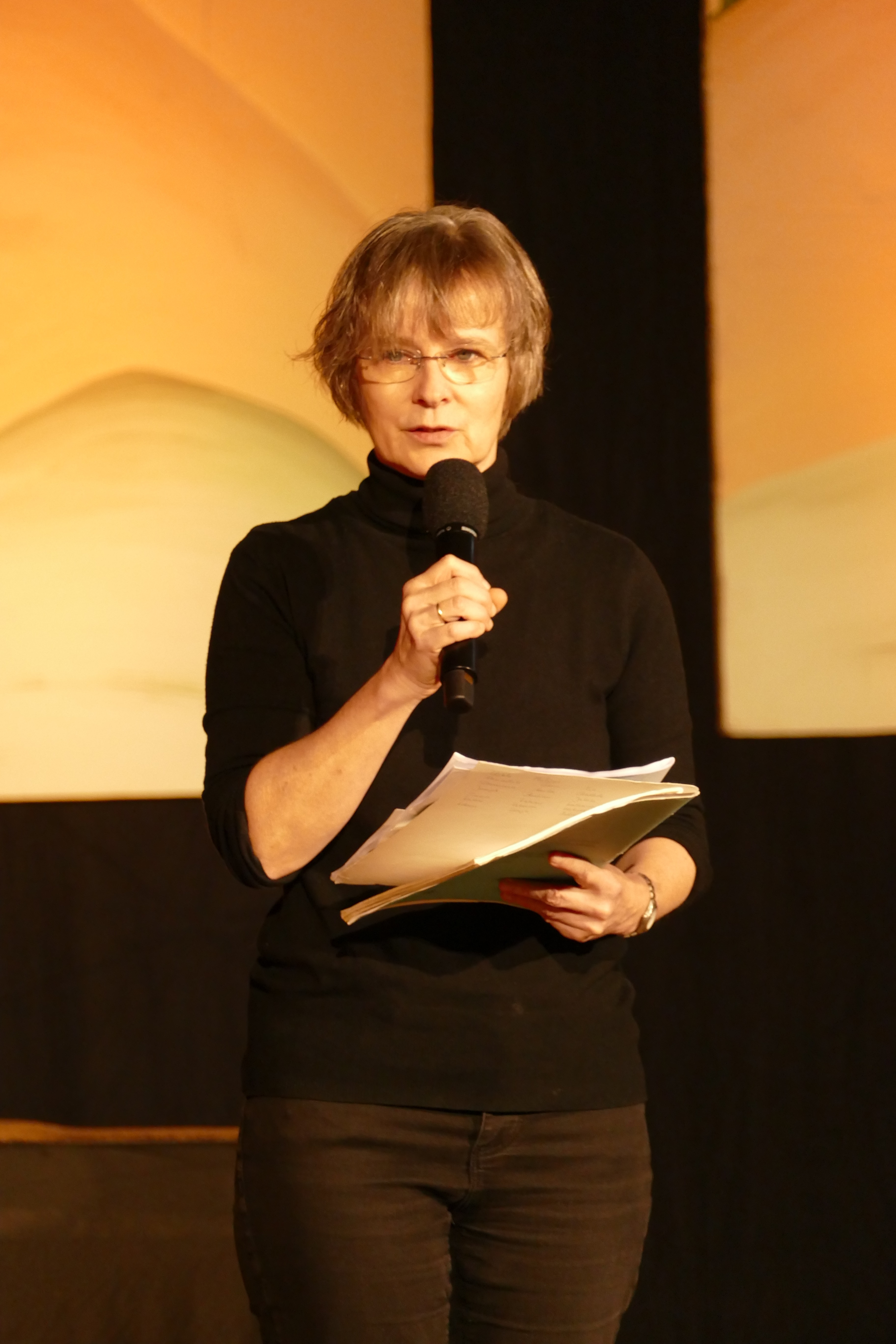
Anne-Christine Langenbach, Oktober 2023

Anne-Christine Langenbach ist eine deutsche Kirchenmusikdirektorin und Chorleiterin.
Nach dem Besuch der Grundschule und des Gymnasiums in Iserlohn studierte sie an der  Hochschule für Kirchenmusik in Herford, wo sie auch das A-Examen ablegte. Schon während ihres Studiums hatte sie dort einen Lehrauftrag im Fachbereich Chorleitung inne, den sie parallel zu ihrer Assistenzzeit in Halle/Westfalen und der ersten Kantorenstelle in Espelkamp ab 1992 weiter ausführte. Im Jahr 1996 zog sie nach Amrum, um dort gemeinsam mit ihrem Mann Simon Langenbach an der St.-Clemens-Kirche als Kantoren tätig zu sein. 
Von Oktober 2003 bis Oktober 2023 teilte sich Anne-Christine Langenbach mit ihrem Mann die Bezirkskantorenstelle im Kirchenbezirk Neckar-Bergstraße und als Kantoren an der Weinheimer Peterskirche. Dort gründete sie die Singschule an der Peterskirche Weinheim mit zahlreichen Chören für Kinder und Jugendliche. Diese führte unter ihrer Leitung unter anderem jährlich ein Musical auf, wofür sie auch eigene Stücke komponierte. Mit dem Jugendchor vivida banda der Singschule trat sie unter anderem mehrfach in den USA auf. Sie leitete außerdem die Kantorei an der Peterskirche, mit der sie regelmäßig anspruchsvolle Chorwerke wie das Weihnachtsoratorium und die H-Moll-Messe von Bach, den Messias von Händel, das Requiem von Mozart oder die Carmina Burana von Orff aufführte. Zusätzlich leitete sie auch einen Gospelchor und die Landesjugendkantorei Baden. Sie war zudem Mitglied der Landessynode der Badischen Landeskirche.
Mit dem Jugendchor „vivida banda“ gewann sie im Jahr 2011 den Preis der Metropolregion Rhein-Neckar und den Wettbewerb zum Jahr der Taufe 2012. Ihre Singschule wurde im Jahr 2013 mit dem „Echo Klassik für Nachwuchsförderung“ ausgezeichnet. Im Jahr 2017 verlieh man dem  Ehepaar Langenbach den Badischen Kirchenmusikpreis.  Im Jahr 2020 wurde sie zur Kirchenmusikdirektorin ernannt.
Seit dem 1. November 2023 leitet Anne-Christine Langenbach den Fachbereich Kinder- und Jugendkantorat der Landeskirche Kurhessen-Waldeck mit Sitz in Kassel.
Sie hat außerdem einen Lehrauftrag an der Hochschule für Kirchenmusik Heidelberg im Fachgebiet Chor- und Kinderchorleitung.